# Kanuslalom-Weltcup

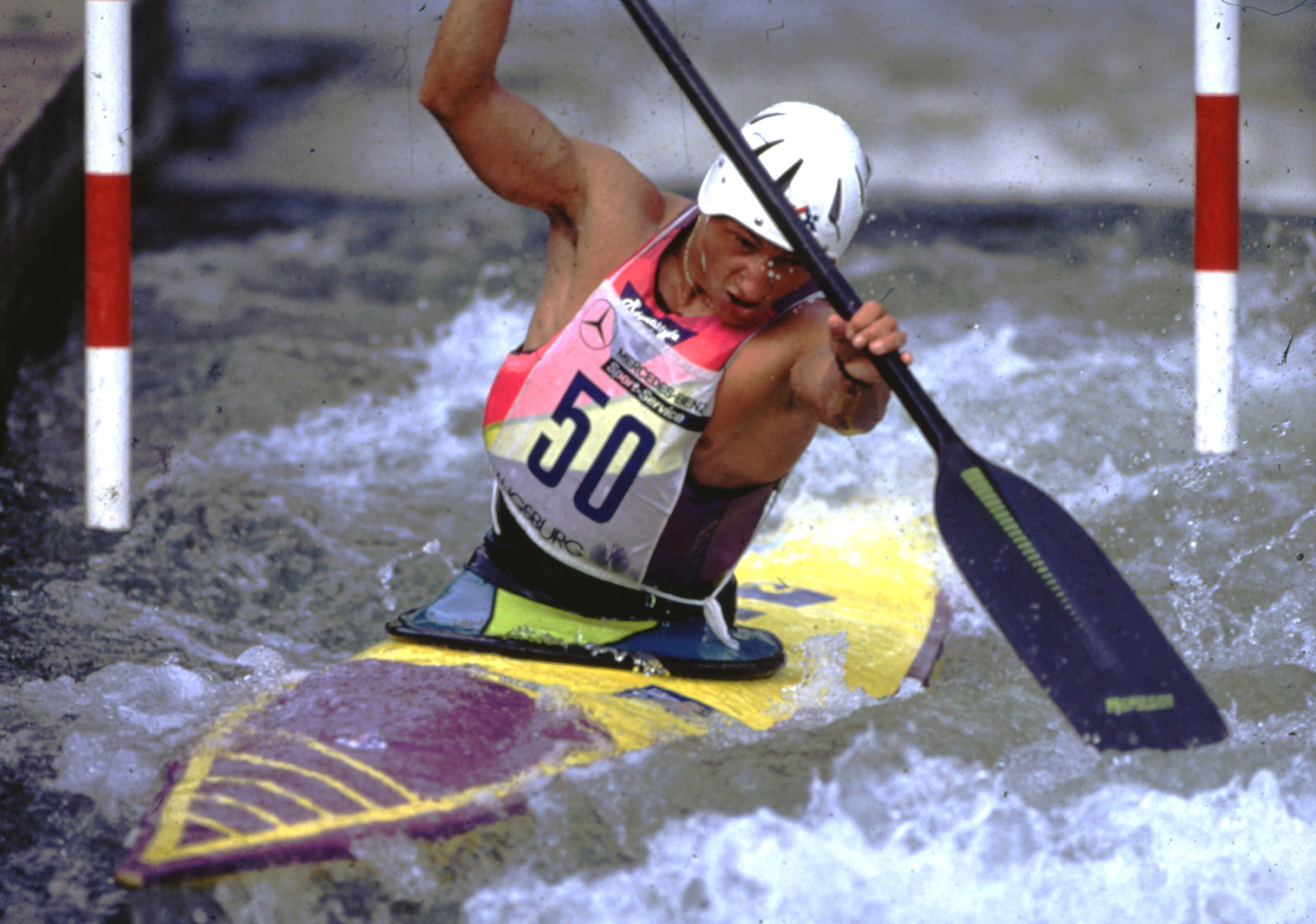
Kanuslalom-Weltcup in Augsburg auf dem Eiskanal, 1990

Der Kanuslalom-Weltcup ist eine Rennserie im Kanuslalom die von der International Canoe Federation veranstaltet wird. Sie wird seit 1988 in mehreren Kajak- und Canadier-Disziplinen für Herren und Damen ausgerichtet. Ursprünglich waren folgende vier Disziplinen vertreten: Einer-Kajak Männer (K1), Einer-Canadier Männer (C1), Zweier-Canadier Männer (C2) und Einer-Kajak Frauen (K1). Einer-Canadier für Frauen wurde 2010 eingeführt. 2018 wurden die Männer C2-Disziplin durch Mixed-C2 ersetzt.
2018 wurde auch erstmals ein Extreme-K1 Rennen veranstaltet.
Neben dem Kanuslalom-Weltcup gibt es auch für andere Disziplinen einen Weltcup im Kanusport.

## Wettkampfformat
Der Kanuslalom-Weltcup besteht aus einer Serie von Kanuslalom-Rennen, die meistens in den Sommermonaten Juni, Juli und August veranstaltet werden. Der Athlet oder das Boot, welches in den Weltcuprennen seiner Disziplin die meisten Punkte sammelten kann, gewinnt den Gesamtweltcup. Das Punktesystem und die Anzahl der Weltcuprennen haben sich mehrfach geändert. Aktuell (2018) werden für den Sieg in einem Weltcuprennen 60 Punkt gutgeschrieben, für den Sieg im Weltcupfinale 120 Punkte. Die Punkte für die Platzierungen sind je nach Disziplin unterschiedlich. Bei einem Punktegleichstand, entscheidet das Weltcupfinale über die Schlussklassierung. 

## Gesamt-Weltcup Ergebnisse

### Canadier
| Saison | C1 Männer            | C1 Frauen        | C2 Männer                             | C2 Mixed                   |
| ------ | -------------------- | ---------------- | ------------------------------------- | -------------------------- |
| 1988   | Jon Lugbill          | -                | Lecky Haller/Jamie McEwan             | -                          |
| 1989   | Jon Lugbill          | -                | Jérôme Daille/Gilles Lelievre         | -                          |
| 1990   | Jon Lugbill          | -                | Miroslav Šimek/Jiří Rohan             | -                          |
| 1991   | Gareth Marriott      | -                | Miroslav Šimek/Jiří Rohan             | -                          |
| 1992   | Martin Lang          | -                | Miroslav Šimek/Jiří Rohan             | -                          |
| 1993   | Lukáš Pollert        | -                | Miroslav Šimek/Jiří Rohan             | -                          |
| 1994   | Gareth Marriott      | -                | Miroslav Šimek/Jiří Rohan             | -                          |
| 1995   | Gareth Marriott      | -                | Miroslav Šimek/Jiří Rohan             | -                          |
| 1996   | Patrice Estanguet    | -                | Frank Adisson/Wilfrid Forgues         | -                          |
| 1997   | Patrice Estanguet    | -                | Frank Adisson/Wilfrid Forgues         | -                          |
| 1998   | Michal Martikán      | -                | Roman Štrba/Roman Vajs                | -                          |
| 1999   | Stanislav Ježek      | -                | Pavol Hochschorner/Peter Hochschorner | -                          |
| 2000   | Michal Martikán      | -                | Pavol Hochschorner/Peter Hochschorner | -                          |
| 2001   | Michal Martikán      | -                | Pavol Hochschorner/Peter Hochschorner | -                          |
| 2002   | Stefan Pfannmöller   | -                | Pavol Hochschorner/Peter Hochschorner | -                          |
| 2003   | Tony Estanguet       | -                | Pavol Hochschorner/Peter Hochschorner | -                          |
| 2004   | Tony Estanguet       | -                | Pavol Hochschorner/Peter Hochschorner | -                          |
| 2005   | Robin Bell           | -                | Jaroslav Volf/Ondřej Štěpánek         | -                          |
| 2006   | Michal Martikán      | -                | Pavol Hochschorner/Peter Hochschorner | -                          |
| 2007   | Nico Bettge          | -                | Pavol Hochschorner/Peter Hochschorner | -                          |
| 2008   | Robin Bell           | -                | Pavol Hochschorner/Peter Hochschorner | -                          |
| 2009   | David Florence       | -                | Ladislav Škantár/Peter Škantár        | -                          |
| 2010   | Matej Beňuš          | Cen Nanqin       | Ladislav Škantár/Peter Škantár        | -                          |
| 2011   | Stanislav Ježek      | Rosalyn Lawrence | Pavol Hochschorner/Peter Hochschorner | -                          |
| 2012   | Alexander Slafkovský | Rosalyn Lawrence | Pierre Labarelle/Nicolas Peschier     | -                          |
| 2013   | Sideris Tasiadis     | Jessica Fox      | Gauthier Klauss/Matthieu Péché        | -                          |
| 2014   | Michal Martikán      | Kateřina Hošková | Ladislav Škantár/Peter Škantár        | -                          |
| 2015   | Matej Beňuš          | Jessica Fox      | Gauthier Klauss/Matthieu Péché        | -                          |
| 2016   | Alexander Slafkovský | Mallory Franklin | Pierre Picco/Hugo Biso                | -                          |
| 2017   | Sideris Tasiadis     | Jessica Fox      | Robert Behling/Thomas Becker          | -                          |
| 2018   | Alexander Slafkovský | Jessica Fox      | -                                     | Tereza Fišerová/Jakub Jáně |
| 2019   | Matej Beňuš          | Jessica Fox      | -                                     | -                          |
| 2020   | -                    | -                | -                                     | -                          |
| 2021   | Matej Beňuš          | Ana Sátila       | -                                     | -                          |
| 2022   | Adam Gestin          | Tereza Fišerová  | -                                     | -                          |
| 2023   | Luka Božič           | Jessica Fox      | -                                     | -                          |
| 2024   | Matej Beňuš          | Jessica Fox      |                                       |                            |

### Kajak
| Saison | K1 Männer          | K1 Frauen           | Extreme K1 Männer | Extreme K1 Frauen  |
| ------ | ------------------ | ------------------- | ----------------- | ------------------ |
| 1988   | Richard Fox        | Dana Chladek        | -                 | -                  |
| 1989   | Richard Fox        | Myriam Jerusalmi    | -                 | -                  |
| 1990   | Pierpaolo Ferrazzi | Myriam Jerusalmi    | -                 | -                  |
| 1991   | Richard Fox        | Myriam Jerusalmi    | -                 | -                  |
| 1992   | Pierpaolo Ferrazzi | Štěpánka Hilgertová | -                 | -                  |
| 1993   | Scott Shipley      | Kordula Striepecke  | -                 | -                  |
| 1994   | Shaun Pearce       | Lynn Simpson        | -                 | -                  |
| 1995   | Scott Shipley      | Lynn Simpson        | -                 | -                  |
| 1996   | Thomas Becker      | Lynn Simpson        | -                 | -                  |
| 1997   | Scott Shipley      | Irena Pavelková     | -                 | -                  |
| 1998   | Paul Ratcliffe     | Štěpánka Hilgertová | -                 | -                  |
| 1999   | Paul Ratcliffe     | Susanne Hirt        | -                 | -                  |
| 2000   | Paul Ratcliffe     | Elena Kaliská       | -                 | -                  |
| 2001   | Thomas Schmidt     | Elena Kaliská       | -                 | -                  |
| 2002   | Fabien Lefèvre     | Mandy Planert       | -                 | -                  |
| 2003   | David Ford         | Elena Kaliská       | -                 | -                  |
| 2004   | Campbell Walsh     | Elena Kaliská       | -                 | -                  |
| 2005   | Fabian Dörfler     | Elena Kaliská       | -                 | -                  |
| 2006   | Erik Pfannmöller   | Elena Kaliská       | -                 | -                  |
| 2007   | Fabian Dörfler     | Jasmin Schornberg   | -                 | -                  |
| 2008   | Erik Pfannmöller   | Katrina Lawrence    | -                 | -                  |
| 2009   | Peter Kauzer       | Jana Dukátová       | -                 | -                  |
| 2010   | Daniele Molmenti   | Jana Dukátová       | -                 | -                  |
| 2011   | Peter Kauzer       | Jana Dukátová       | -                 | -                  |
| 2012   | Étienne Daille     | Urša Kragelj        | -                 | -                  |
| 2013   | Sebastian Schubert | Jana Dukátová       | -                 | -                  |
| 2014   | Sebastian Schubert | Corinna Kuhnle      | -                 | -                  |
| 2015   | Peter Kauzer       | Corinna Kuhnle      | -                 | -                  |
| 2016   | Mathieu Biazizzo   | Ricarda Funk        | -                 | -                  |
| 2017   | Vít Přindiš        | Ricarda Funk        | -                 | -                  |
| 2018   | Jiří Prskavec      | Jessica Fox         | Pavel Eigel       | Martina Wegman     |
| 2019   | Jiří Prskavec      | Jessica Fox         | Pedro Gonçalves   | Ashley Nee         |
| 2020   | -                  | -                   | -                 | -                  |
| 2021   | Isak Öhrström      | Romane Prigent      | Vít Přindiš       | Caroline Trimpeter |
| 2022   | Jiří Prskavec      | Jessica Fox         | Vojtěch Heger     | Mallory Franklin   |
| 2023   | Vít Přindiš        | Jessica Fox         | Joseph Clarken    | Kimberley Woods    |
| 2024   | Anatole Delassus   | Ricarda Funk        | Joseph Clarken    |                    |

## Erfolgreichste Nationen (Medaillen im Kanuslalom-Gesamtweltcup)
|    | Nation                 | C1 Männer | C1 Frauen | C2 Männer | C2 Mixed | K1 Männer | K1 Frauen | Extreme K1 Männer | Extreme K1 Frauen | Total |
| -- | ---------------------- | --------- | --------- | --------- | -------- | --------- | --------- | ----------------- | ----------------- | ----- |
| 1  | Slowakei               | 12        |           | 14        |          |           | 10        |                   |                   | 36    |
| 2  | Deutschland            | 5         |           | 1         |          | 8         | 7         |                   | 1                 | 22    |
| 2  | Tschechien             | 3         | 3         | 4         | 1        | 6         | 2         | 2                 |                   | 21    |
| 4  | Frankreich             | 7         |           | 7         |          | 4         | 3         |                   |                   | 21    |
| 4  | Vereinigtes Königreich | 5         | 1         |           |          | 8         | 3         | 1                 | 3                 | 21    |
| 6  | Australien             | 2         | 9         |           |          | 6         |           |                   |                   | 17    |
| 7  | Vereinigte Staaten     | 3         |           | 1         |          | 3         | 1         |                   | 1                 | 9     |
| 8  | Slowenien              | 1         |           |           |          | 3         | 1         |                   |                   | 5     |
| 9  | Tschechoslowakei       |           |           | 3         |          |           | 1         |                   |                   | 4     |
| 10 | Italien                |           |           |           |          | 3         |           |                   |                   | 3     |
| 11 | Österreich             |           |           |           |          |           | 2         |                   |                   | 2     |
| 12 | Brasilien              |           |           |           |          |           |           | 1                 |                   | 1     |
| 12 | Volksrepublik China    |           | 1         |           |          |           |           |                   |                   | 1     |
| 12 | Kanada                 |           |           |           |          | 1         |           |                   |                   | 1     |
| 12 | Russland               |           |           |           |          |           |           | 1                 |                   | 1     |
| 12 | Niederlande            |           |           |           |          |           |           |                   | 1                 | 1     |

## E4rfolgreichste Athleten (Medaillen im Kanuslalom-Gesamtweltcup)
| Athlet                                                                       | C1 Männer | C1 Frauen | C2 Männer | C2 Mixed | K1 Männer | K1 Frauen | Extreme K1 Männer | Extreme K1 Frauen | Total |
| ---------------------------------------------------------------------------- | --------- | --------- | --------- | -------- | --------- | --------- | ----------------- | ----------------- | ----- |
| Pavol Hochschorner/Peter Hochschorner                                        |           |           | 10        |          |           |           |                   |                   | 10    |
| Jessica Fox                                                                  |           | 5         |           |          |           | 1         |                   |                   | 6     |
| Miroslav Šimek/Jiří Rohan                                                    |           |           | 6         |          |           |           |                   |                   | 6     |
| Elena Kaliská                                                                |           |           |           |          |           | 6         |                   |                   | 6     |
| Michal Martikán                                                              | 5         |           |           |          |           |           |                   |                   | 5     |
| Jana Dukátová                                                                |           |           |           |          |           | 4         |                   |                   | 4     |
| Ricarda Funk                                                                 |           |           |           |          |           | 3         |                   |                   | 3     |
| Jon Lugbill Gareth Marriott Alexander Slafkovský                             | 3         |           |           |          |           |           |                   |                   | 3     |
| Ladislav Škantár/Peter Škantár                                               |           |           | 3         |          |           |           |                   |                   | 3     |
| Richard Fox Scott Shipley Paul Ratcliffe Peter Kauzer                        |           |           |           |          | 3         |           |                   |                   | 3     |
| Myriam Fox-Jerusalmi Lynn Simpson                                            |           |           |           |          |           | 3         |                   |                   | 3     |
| Matej Beňuš                                                                  | 3         |           |           |          |           |           |                   |                   | 3     |
| Patrice Estanguet Tony Estanguet Robin Bell Stanislav Ježek Sideris Tasiadis | 2         |           |           |          |           |           |                   |                   | 2     |
| Rosalyn Lawrence                                                             |           | 2         |           |          |           |           |                   |                   | 2     |
| Frank Adisson/Wilfrid Forgues Gauthier Klauss/Matthieu Péché                 |           |           | 2         |          |           |           |                   |                   | 2     |
| Pierpaolo Ferrazzi Fabian Dörfler Erik Pfannmöller Sebastian Schubert        |           |           |           |          | 2         |           |                   |                   | 2     |
| Štěpánka Hilgertová Corinna Kuhnle                                           |           |           |           |          |           | 2         |                   |                   | 2     |